# مجلة الضوء : العلم وتطبيقاته
الضوء : العلم وتطبيقاته بالإنجليزية (Light: Science & Applications) هي مجلة علمية يتم استعراضها من قِبل النظراء ومفتوحة الوصول تنشرها مجموعة Nature Publishing Group .  تم نشرها لأول مرة في مارس 2012. 
تتضمن تنسيقات النشر مقالات ومراجعات أصلية بالإضافة إلى مقالات افتتاحية وملخصات بحثية. 

## نظرة
مجلة لايت تنشر البحوث الخالصة والتطبيقية في مجال البصريات والضوئيات، والتي تغطي كل من الموضوعات المتطورة والتقليدية.  الموضوعات الفرعية التي تظهر في المجلة تشمل البصريات الصغيرة، معالجة المواد البصرية، البصريات في علوم الحياة والبيئة، البصريات الخاصة، نقل البيانات البصرية، القياس البصري، المواد البصرية، تصنيع العناصر البصرية، الإلكترونيات الضوئية العضوية، والإضاءة الموجهة.

## الخلاصة والفهرسة
لايت : العلوم والتطبيقات مفهرسة في قواعد البيانات التالية: 
- جوجل سكولار
- مؤشر الاقتباس العلمي
- تقارير الاستشهاد بالمجلات الأكاديمية
- مؤشر الهندسة
- المكبر
- دليل الوصول المفتوح إلى الدوريات
- VINITI

## روابط خارجية
- موقع الضوء: العلوم والتطبيقات